# Bahaba taipingensis
Bahaba taipingensis là một loài cá thuộc họ Sciaenidae. Nó được tìm thấy ở Trung Quốc, Hồng Kông, và Macau. Các môi trường sống tự nhiên của chúng là biển mở, vùng biển nông, lòng biển nước bán thủy triều, bờ đá, và cửa sông. Nó đang bị đe dọa do đánh bắt quá mức lớn và đã được liệt kê như là có nguy cơ tuyệt chủng và tuyệt chủng về thương mại. Việc đánh bắt cá được tăng cường do giá trị to lớn của bong bóng loài cá này. Trong một số thị trường, đặc biệt là thị trường Trung Quốc, bong bóng còn đắt hơn vàng cùng trọng lượng.